# Ubbo Felderhof
Barend Ubbo Felderhof (* 13. Januar 1936 in Amersfoort; † 17. März 2024 in Aachen) war ein niederländischer Physiker und Universitätsprofessor für Theoretische Physik an der RWTH Aachen.

## Werdegang
An der Universität Utrecht 1963 bei Nico van Kampen promoviert, wurde Ubbo Felderhof 1971, nach Forschungsaufenthalten bei Irwin Oppenheim am Massachusetts Institute of Technology und bei Michael E. Fisher an der Cornell University, zum Reader für Theoretische Physik am Queen Mary and Westfield College in London ernannt. 1975 folgte er dem Ruf auf eine Professur an die RWTH Aachen.
Seine Forschungsschwerpunkte lagen in der statistischen Mechanik und insbesondere im Bereich der Transportphänomene in Flüssigkeiten (Theorie der dielektrischen Konstanten, Wechselwirkung zwischen Strahlung und Materie, diffusionskontrollierte Reaktionen und kolloidale Lösungen).
Ubbo Felderhof war Mitherausgeber der Zeitschriften Journal of Statistical Physics (1988–1990) und Physica A (1989–2005).
Felderhof war Autor oder Ko-Autor von 386 Publikationen in von Scopus indexierten, begutachteten Fachzeitschriften.